# Duboisvalia cononia
Duboisvalia cononia is een vlinder uit de familie Castniidae. De wetenschappelijke naam vande soort werd, als Castnia cononia, in 1877 door John Obadiah Westwood gepubliceerd. De synoniemen en ondersoorten in dit artikel zijn volgens Lamas (1995).
De soort komt voor in het Neotropisch gebied.

## Ondersoorten
- Duboisvalia cononia cononia
  - = Castnia mars Druce, 1883
  - = Castnia cononioides Strand, 1914
  - = Castnia hahneli var. canelosina Strand, 1914
  - = Gazera praedata Houlbert, 1917
  - = Castnia mocoana Niepelt, 1930
- Duboisvalia cononia amazonica (Strand, 1913)
  - = Castnia amazonica Strand, 1913, nomen novum voor Castnia mars Preiss, 1899
  - = Castnia mars Preiss, 1899 non Castnia mars Druce, 1883
- Duboisvalia cononia duckei (Fassl, 1921)
  - = Castnia duckei Fassl, 1921
  - = Castnia boyi Röber, 1931